# Polish Open 2025 - Doppio
Il doppio femminile del torneo di tennis professionistico Polish Open 2025, facente parte della categoria WTA 125 nell'ambito del WTA 125 2025, si è giocato dal 28 luglio al 2 agosto 2025 a Varsavia, in Polonia.
Weronika Falkowska e Martyna Kubka erano le campionesse in carica, ma hanno scelto di partecipare con compagne diverse. Falkowska ha fatto coppia con Dominika Šalková, mentre Kubka ha fatto coppia con Isabelle Haverlag. Le due coppie si sono affrontate in finale, dove Falkowska si è riconfermata campionessa con Šalková sconfiggendo Haverlag e Kubka con il punteggio di 6-2, 6-1.

## Teste di serie
1. Harriet Dart /  Maia Lumsden (semifinale)

1. Yvonne Cavallé Reimers /  Marija Kozyreva (semifinale)

## Tabellone

### Legenda
| - Q = Qualificato - WC = Wild card - LL = Lucky loser | - ALT = Alternate - SE = Special Exempt - PR = Protected Ranking | - w/o = Walkover - r = Ritirato - d = Squalificato |

|  | Quarti di finale | Quarti di finale                    | Quarti di finale               | Quarti di finale | Quarti di finale |  |  | Semifinali | Semifinali                   | Semifinali                   | Semifinali                      | Semifinali                      |   |   | Finale | Finale                              | Finale                              | Finale | Finale |  |
|  |                  |                                     |                                |                  |                  |  |  |            |                              |                              |                                 |                                 |   |   |        |                                     |                                     |        |        |  |
|  | 1                | H Dart M Lumsden                    | 7                              | 4                | [10]             |  |  |            |                              |                              |                                 |                                 |   |   |        |                                     |                                     |        |        |  |
|  |                  | J Malečková M Škoch                 | 5                              | 6                | [7]              |  |  | 1          | H Dart M Lumsden             | H Dart M Lumsden             | 2                               | 5                               |   |   |        |                                     |                                     |        |        |  |
|  |                  | W Falkowska D Šalková               | 2                              | 6                | [10]             |  |  |            | W Falkowska D Šalková        | W Falkowska D Šalková        | 6                               | 7                               |   |   |        |                                     |                                     |        |        |  |
|  |                  | A-L Friedsam T Rakotomanga Rajaonah | 6                              | 2                | [7]              |  |  |            |                              |                              |                                 |                                 |   |   |        | Weronika Falkowska Dominika Šalková | Weronika Falkowska Dominika Šalková | 6      | 6      |  |
|  |                  | A Barnett E Lechemia                | A Barnett E Lechemia           | 4                | 4                |  |  |            |                              |                              | Isabelle Haverlag Martyna Kubka | Isabelle Haverlag Martyna Kubka | 2 | 1 |        |                                     |                                     |        |        |  |
|  |                  | I Haverlag M Kubka                  | I Haverlag M Kubka             | 6                | 6                |  |  |            | I Haverlag M Kubka           | I Haverlag M Kubka           | 6                               | 6                               |   |   |        |                                     |                                     |        |        |  |
|  |                  | A Čaraeva V Jiménez Kasintseva      | A Čaraeva V Jiménez Kasintseva | 4                | 5                |  |  | 2          | Y Cavallé Reimers M Kozyreva | Y Cavallé Reimers M Kozyreva | 1                               | 4                               |   |   |        |                                     |                                     |        |        |  |
|  | 2                | Y Cavallé Reimers M Kozyreva        | Y Cavallé Reimers M Kozyreva   | 6                | 7                |  |  |            |                              |                              |                                 |                                 |   |   |        |                                     |                                     |        |        |  |